# Allegro (train)
Pour les articles homonymes, voir Allegro.
L'Allegro (en russe : Аллегро) est un train à grande vitesse construit sur la base du Fiat Pendolino 460 et Pendolino 600, reliant Helsinki (Finlande) à Saint-Pétersbourg (Russie) mis en service le 12 décembre 2010, et exploité par Karelian Trains, une entreprise commune entre les chemins de fer finlandais VR et les chemins de fer russes RŽD.

## Historique
La présidente Tarja Halonen et le Premier ministre Vladimir Poutine ont fait ensemble le voyage inaugural.
En mars 2022, les rames Pendolino "Allegro" connaissent une fréquentation record dans les semaines qui suivent le début de l’invasion russe en Ukraine car c'est alors l'un des rares moyens pour les Russes de quitter leur pays vers l'Union européenne dans un contexte d'arrêt des liaisons aériennes entre la Russie et les pays occidentaux. Le dimanche 27 mars 2022 le trafic transfrontalier est interrompu sine die.

## Contrôle des passeports

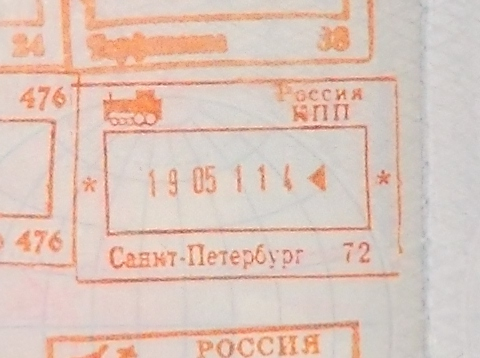
Timbre de passeport russe obtenu en voyageant sur l'Allegro.

À bord du train, chaque passager est contrôlé par des agents des douanes finlandaises et russes.
Le contrôle des passeports côté finlandais a lieu pendant que le train circule entre Kouvola et Vainikkala, tandis que le contrôle des passeports côté russe se déroule pendant que le train circule entre Vyborg et Saint-Pétersbourg. Pour les passagers montant ou descendant à Vainikkala ou à Vyborg, les contrôles ont lieu à l'intérieur de ces gares.

## Vitesse
L'Allegro atteint une vitesse maximale limitée à 220 km/h (280 km/h normalement) et ramène le temps de parcours entre les deux villes d'environ cinq heures et demie à trois heures et demie. Le temps de parcours est, depuis 2011, de 3 h 36.

## Gares desservies

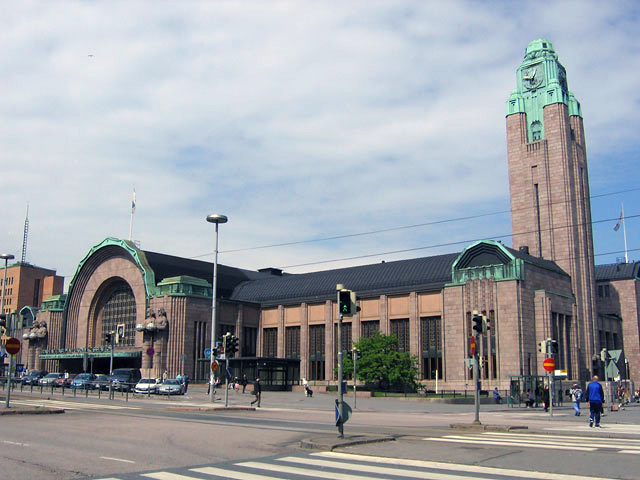
Gare centrale d'Helsinki; un des deux terminus de l'Allegro.

Allegro dessert les 7 gares suivantes (5 côté finlandais et 2 côté russe):
- En Finlande Helsinki (Helsingin päärautatieasema)
- En Finlande Tikkurila (Tikkurilan rautatieasema)
- En Finlande Lahti (Lahden rautatieasema)
- En Finlande Kouvola (Kouvolan rautatieasema)
- En Finlande Vainikkala (Vainikkalan rautatieasema)
- En Russie Vyborg (Станция Выборг)
- En Russie  Saint-Pétersbourg (Финляндский вокзал)

Les trains ont également fait escale auparavant à Pasila comme tous les autres trains de passagers en provenance et à destination d'Helsinki, mais cet arrêt a été interrompu le 27 mars 2016.

## Lignes ferroviaires empruntées
- Ligne de Riihimäki à Saint-Pétersbourg

Les chemins de fer finlandais (VR) prévoient de construire une ligne à grande vitesse entre Helsinki et la frontière russe avec une ouverture à l’horizon 2030.

## Matériel roulant
Le service "Allegro" est assuré par quatre rames Pendolino Sm6 construites par Alstom (ex Fiat Ferroviaria) dans l'usine italienne de Savillan et équipées de bogies pneumatiques modernes, dérivées des Pendolino Sm3 conçues par Fiat et équipées de bogies hydrauliques déjà en service en Finlande.
Les rames Pendolino Sm6 sont équipées pour fonctionner sur les réseaux finlandais et russe. Les rames, d'une puissance de 5.500 kW, sont bi-courant pour rouler en Finlande sous courant alternatif de 25 kV, 50 Hz et en Russie sous courant continu de 3 kV.
Les essieux sont dimensionnés pour rouler jusqu'à 280 km/h sur l'écartement de voie finlandais de 1 524 mm et sur l'écartement russe de 1 520 mm.
Les portes sont équipées avec des marches rétractables pour s'adapter aux hauteurs de quais de 550 mm en Finlande et de 1 100 mm en Russie.
Les unités sont équipées pour s'adapter aux systèmes techniques très différents des deux pays.
Chaque train comprend 7 voitures et offre 352 places.

## Galerie photo

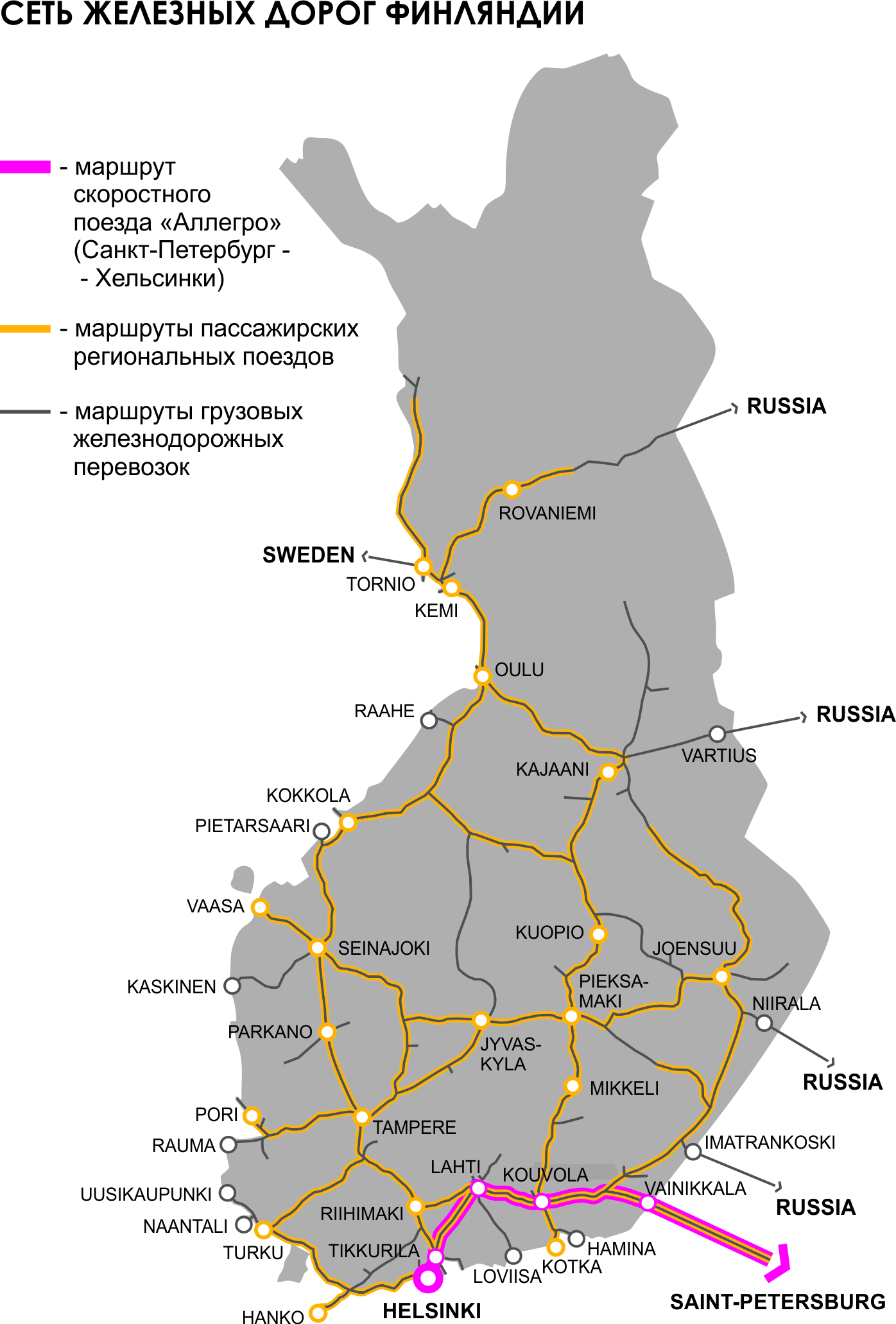
Allegro en double ligne rose sur une partie du trajet
Allegro sur le réseau européen
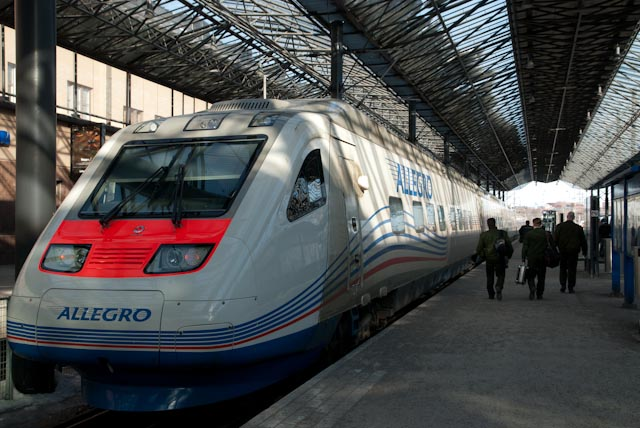
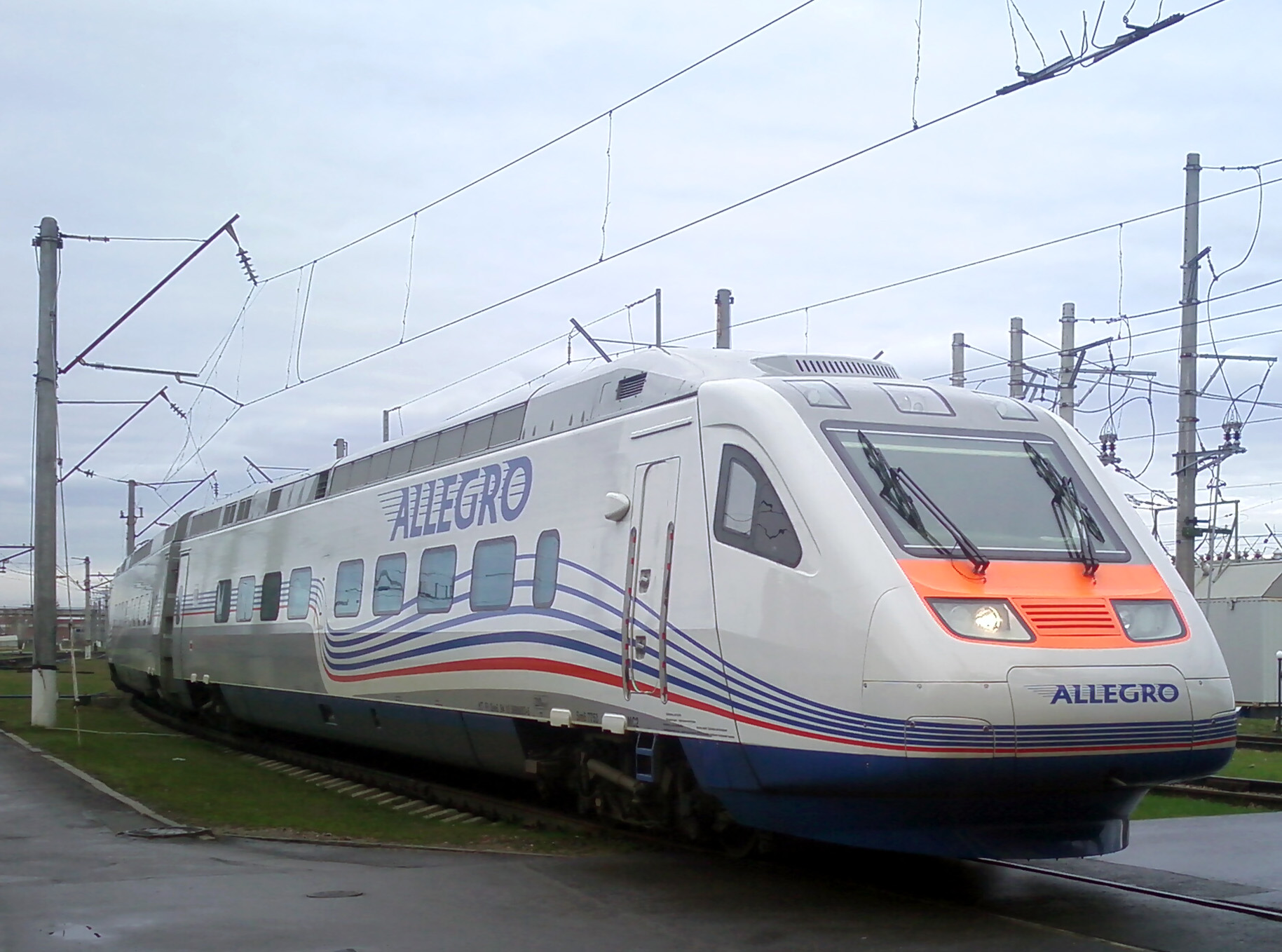
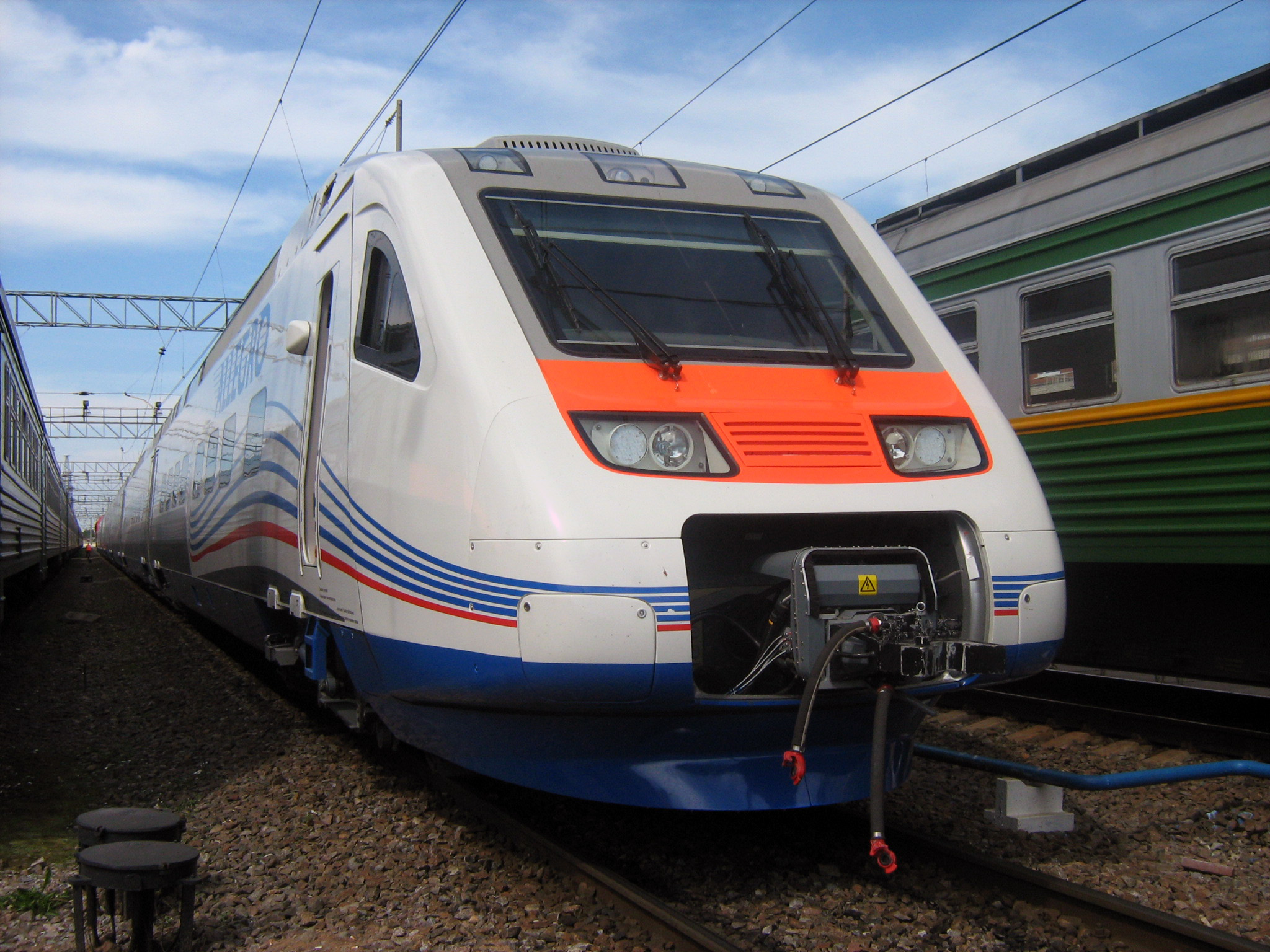
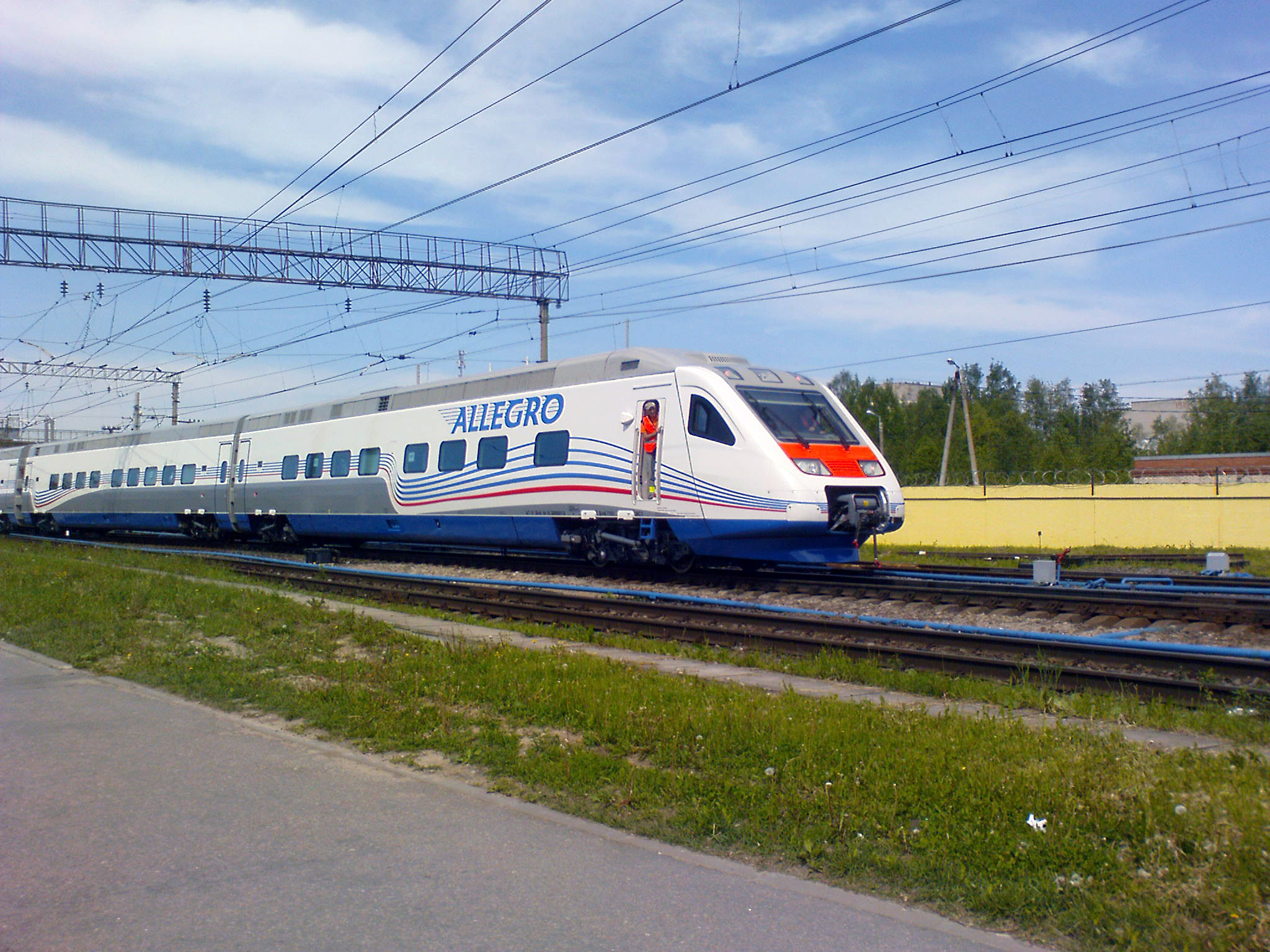
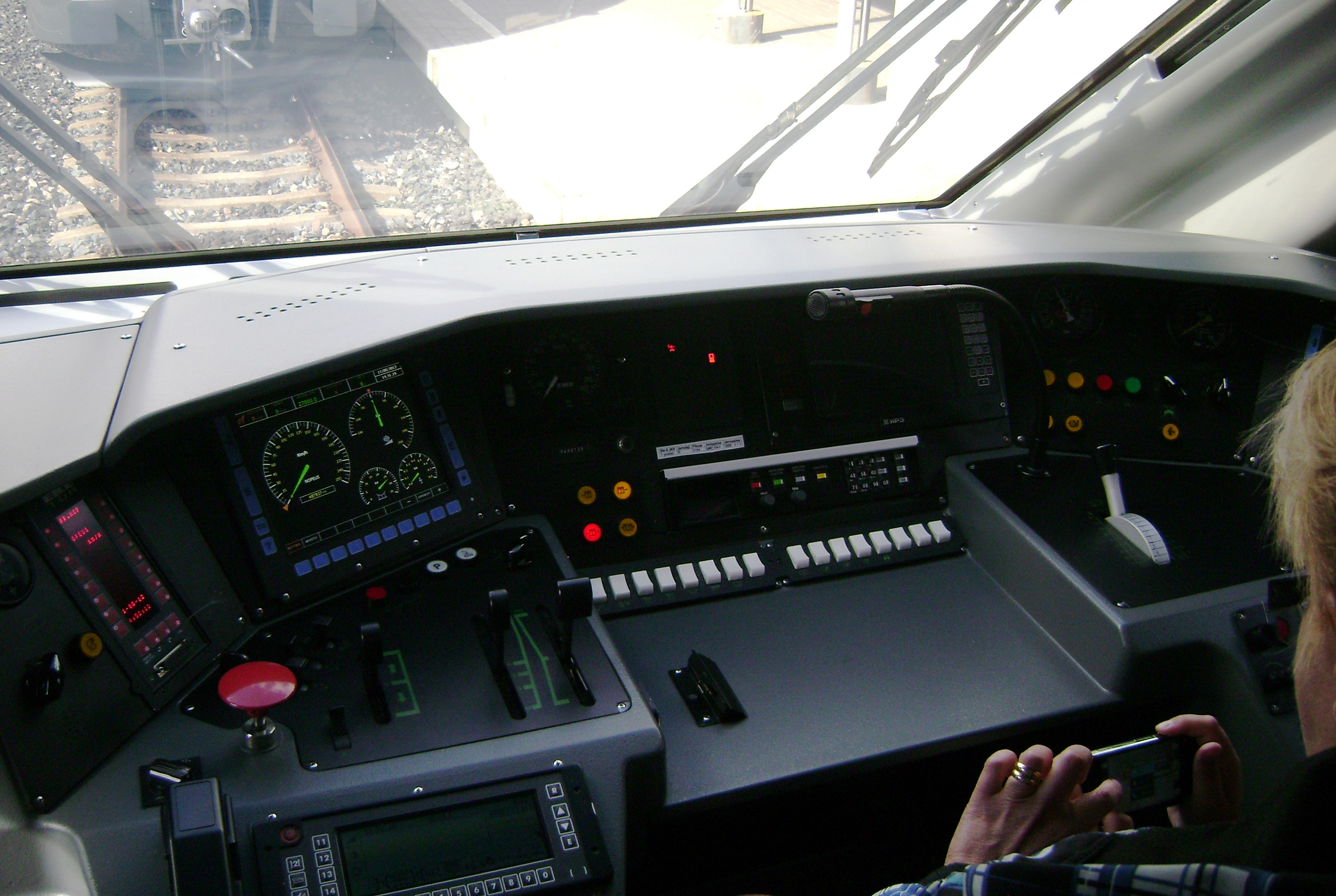
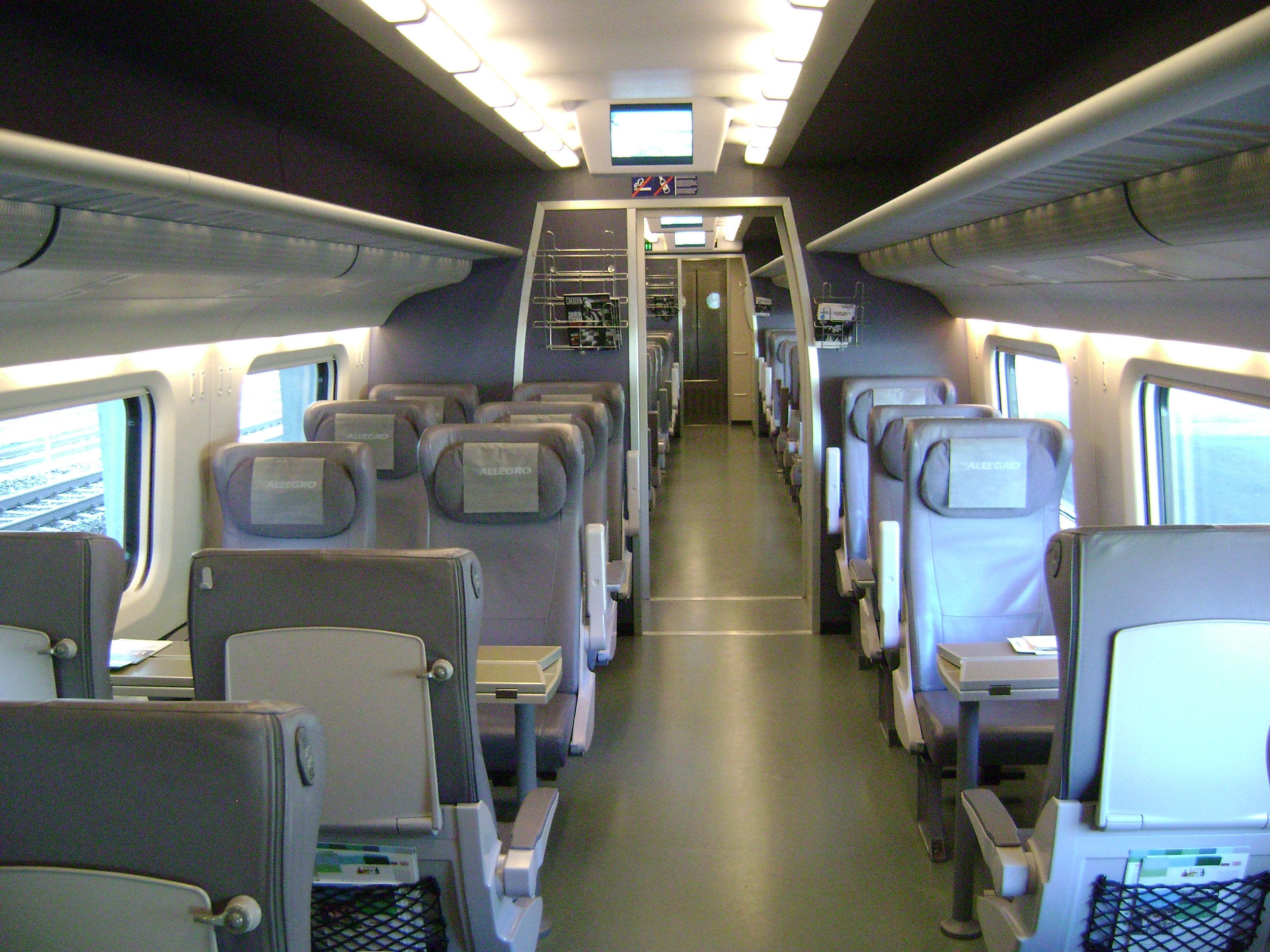
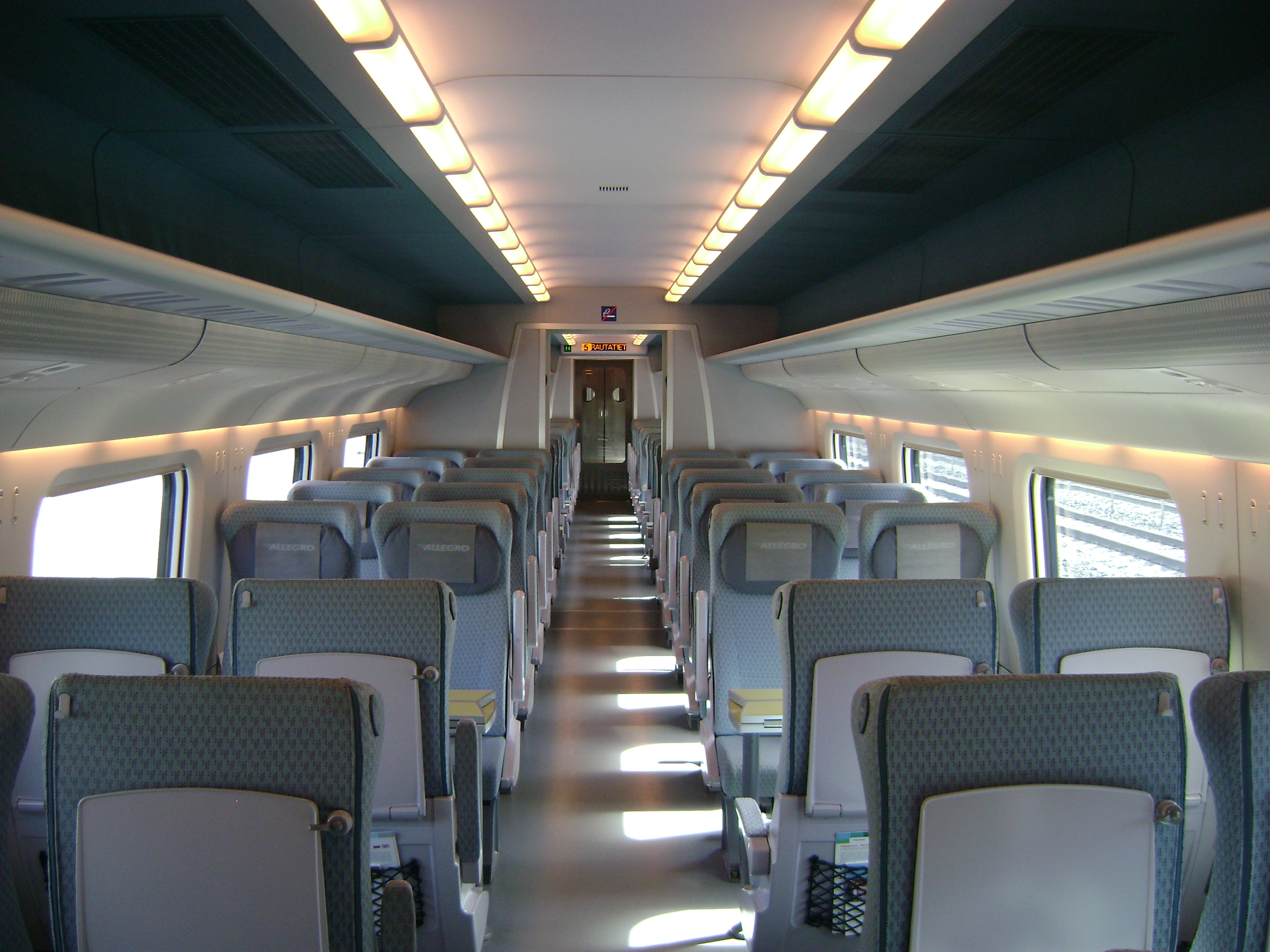
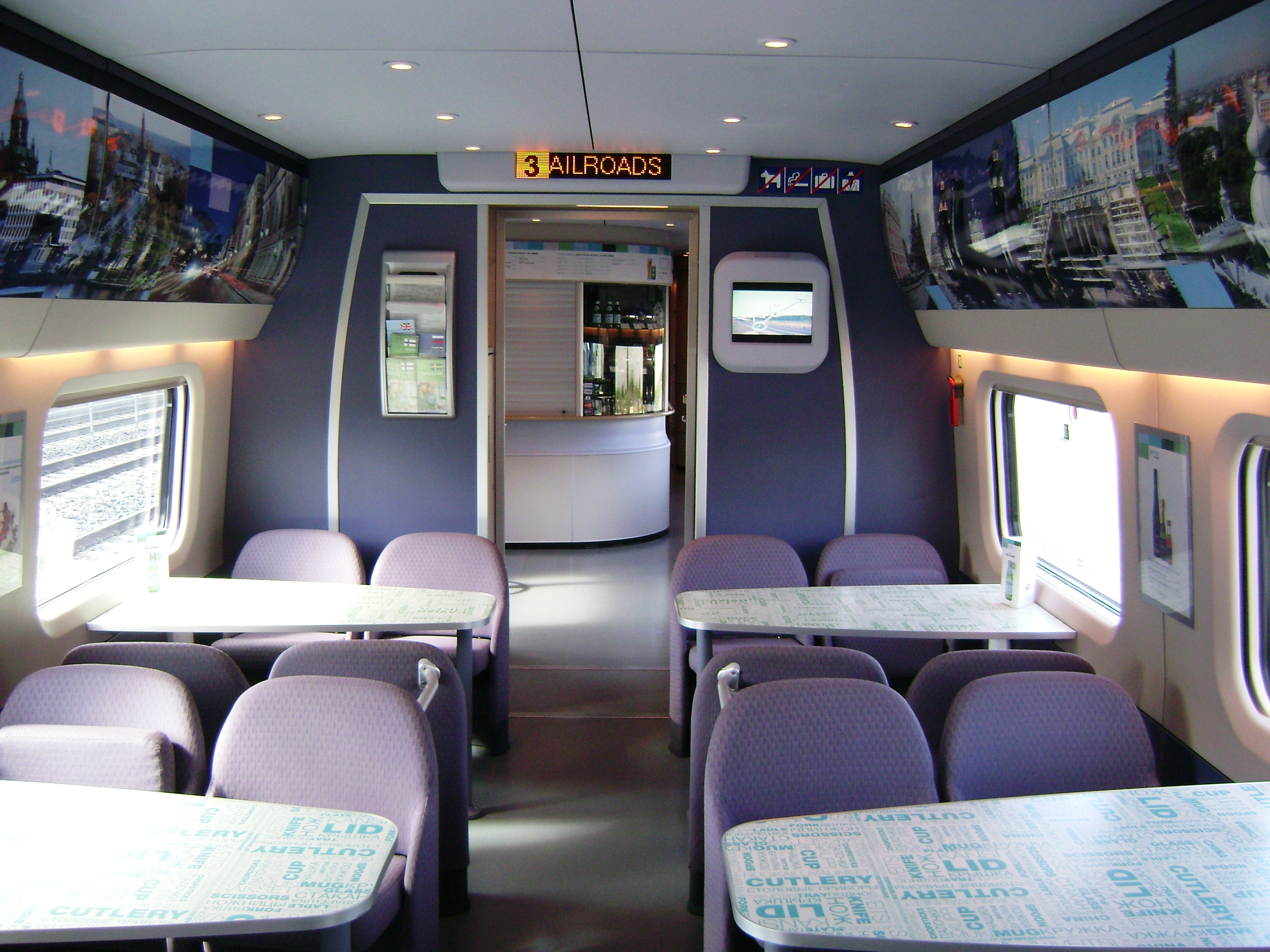
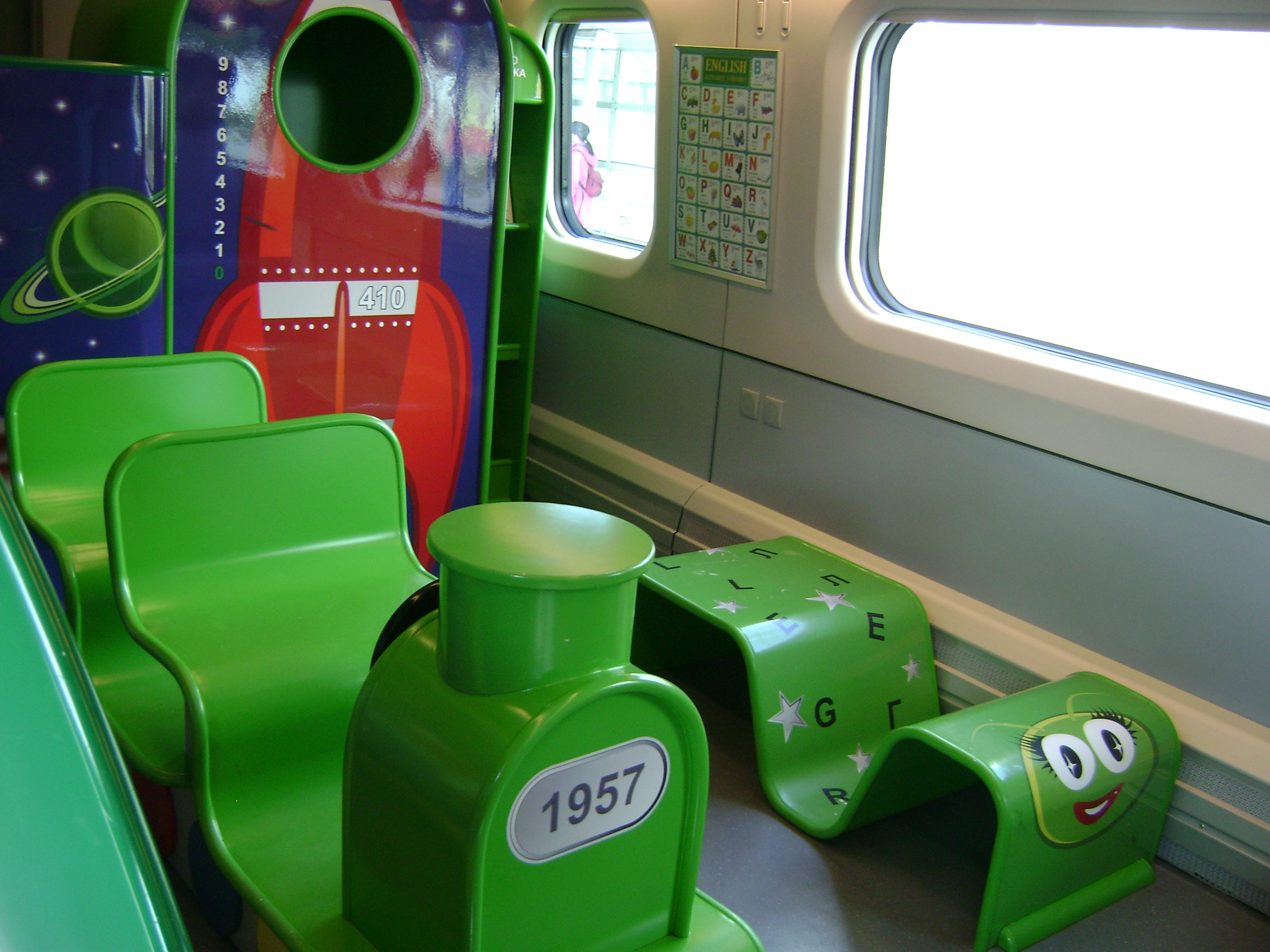
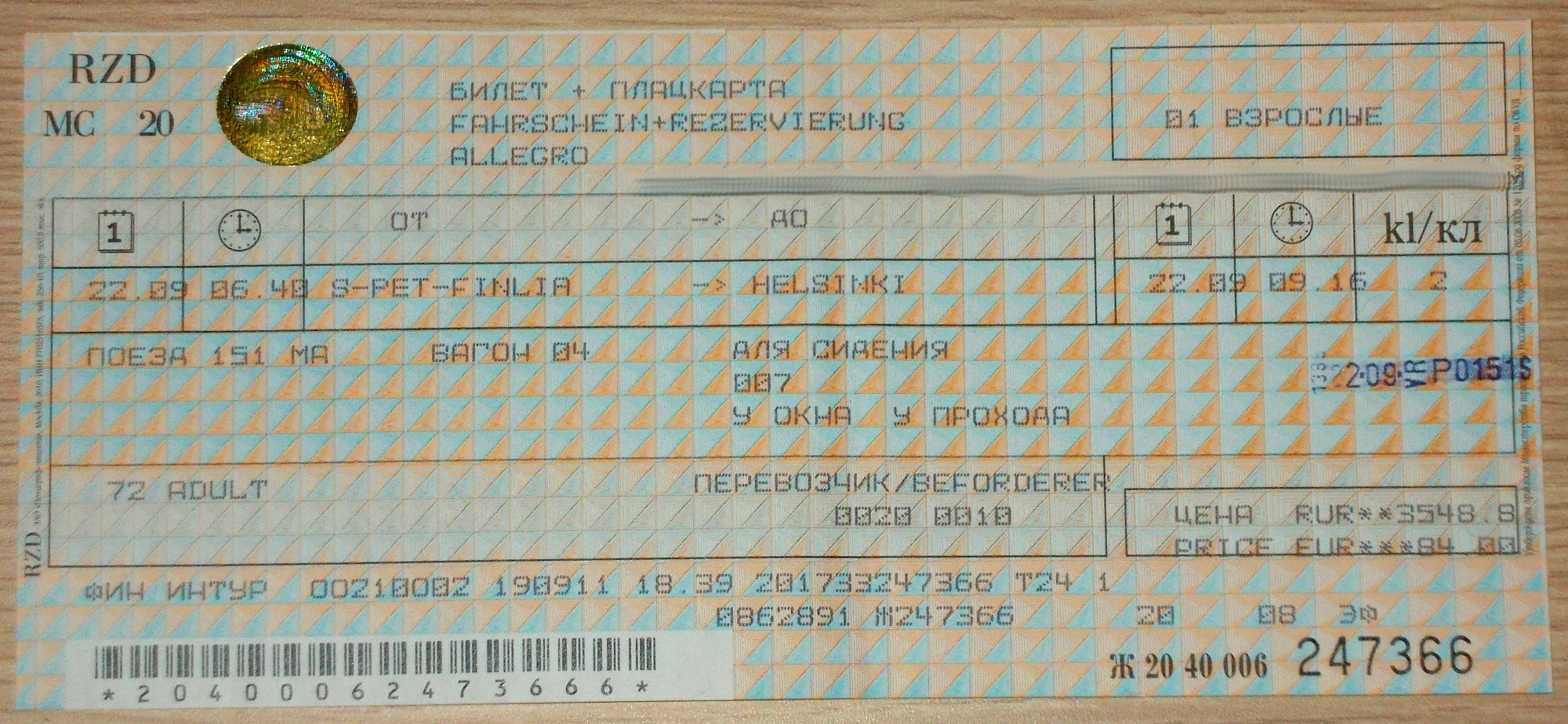